# Яо Азиавону
Яо Кака Азиавону  (на френски: Yao Aziawonou, роден на 30 ноември 1979  в Ломе) е бивш тогоански футболист, полузащитник.

## Клубна кариера
Прекарва по-голямата част от кариерата си предимно в Швейцария. През 1997 г. става играч на френския ФК Нант, но така и не заиграва в първият състав. През следващата година Азиавону преминава в швейцарския ФК Сион. Играе и за редица отбори като ФК Ванген бай Олтен, ФК Базел, ФК Тун, ФК Сервет, БСК Йънг Бойс, ФК Люцерн (под наем) и ФК Винтертур.

## Национален отбор
Яо е част от националния отбор по футбол на Того на Световното първенство през 2006 г. в Германия, като участва в 2 мача от груповата фаза на турнира - срещу Франция и Южна Корея. С националната фланелка изиграва 36 мача и отбелязва 2 голa.